# Necker Island (Hawaje)
Necker Island (haw. Mokumanamana, także Hā‘ena) – skalista wyspa leżąca w archipelagu Hawajów, w grupie Północno-Zachodnich Wysp Hawajskich. Administracyjnie należy do stanu Hawaje w Stanach Zjednoczonych. Jest bezludna.

## Geografia

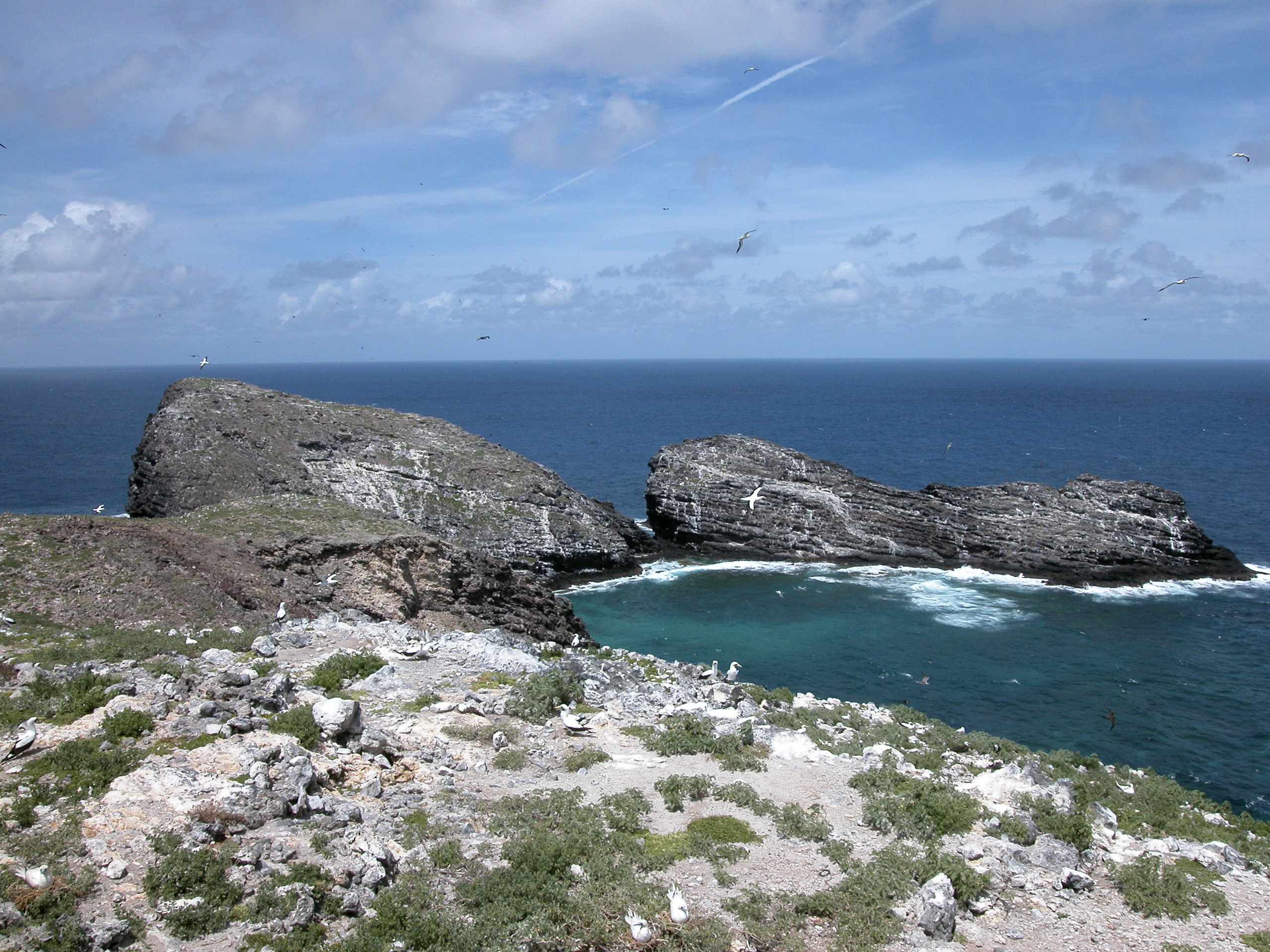
Wyspa widziana z Summit Hill

Necker Island to skalista wyspa o stromych brzegach, o długości ok. 1200 m i kształcie przypominającym rybacki haczyk. Główny grzbiet wyspy  wieńczy pięć szczytów, od zachodu: Annexation Peak (75 m n.p.m.), Flagpole Hill (56,4 m), Summit Hill (84,1 m), Bowl Hill (79 m) i dalej wąska grań zwieńczona Sievers Peak (61 m). Przy wschodnim krańcu wyspy znajduje się wąska, skalista wysepka. Po zachodniej stronie znajduje się półwysep sięgający 47,5 m n.p.m., który otacza płytką zatokę o nazwie Shark Bay. Na szelfie wokół wyspy znajduje się 1538 km² raf koralowych.
Bazaltowy grzbiet Necker Island jest pozostałością dawnego wulkanu tarczowego, który wygasł i uległ erozji. Datowanie metodą potasowo-argonową pozwoliło stwierdzić, że wulkan był aktywny 10,6 miliona lat temu (miocen). Geolodzy oceniają, że pierwotnie ta wyspa wulkaniczna miała powierzchnię taką jak obecnie Oʻahu, a jej najwyższy szczyt sięgał powyżej 1000 m n.p.m.
Necker Island jest objęta ochroną prawną jako część Papahānaumokuākea Marine National Monument.

## Znaczenie kulturowe

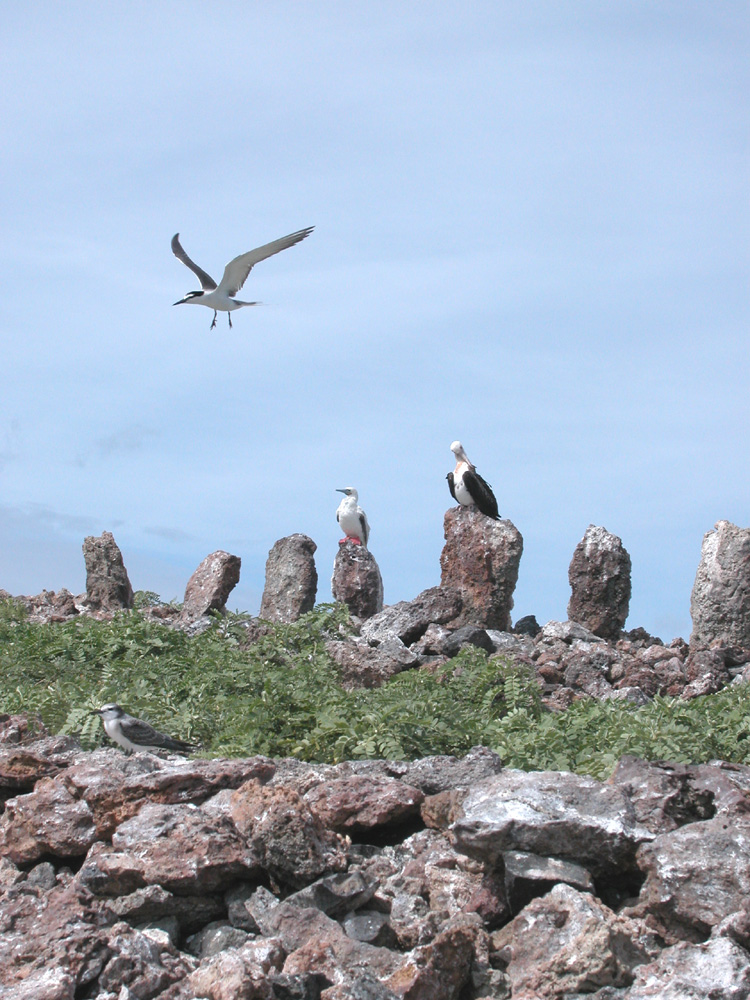
Stojące kamienie na grani wyspy Mokumanamana

Mokumanamana to najdalsza na północny zachód wyspa archipelagu, na której znajdują się ślady obecności rdzennych mieszkańców Hawajów. Hawajczycy przybywali tu z Nihoa i innych wysp archipelagu głównie w celach kultowych. Na wyspie znajduje się 55 miejsc o znaczeniu kulturowym, z czego 33 mają znaczenie religijne (stojące kamienie zwane heiau, które wieńczą grań wyspy), 17 to schronienia w grotach i jaskiniach, a funkcja dwóch jest nieznana. Miejsca te były wykorzystywane głównie w czasach poprzedzających opuszczenie Nihoa w XVIII wieku.
W wierzeniach Hawajczyków kierunek wschodni był wiązany z narodzinami, a zachodni, gdzie względem zamieszkanych wysp leży Mokumanamana, wiązał się ze śmiercią i przemijaniem. Hawajczycy zauważyli, że wyspy zmieniają swój charakter geologiczny ku północnemu zachodowi, na podobieństwo starzenia się ludzi, ich umierania i łączenia się z boskimi przodkami. Mokumanamana leży prawie dokładnie na zwrotniku Raka, który dzieli archipelag na część południową i północną. Hawajczycy wiedzieli, że na głównych wyspach Hawajów i Nihoa, leżących w południowo-wschodniej części archipelagu, w pewne dni roku Słońce staje w zenicie; kulturowo były to „krainy światła” (ao). Mokumanamana i leżące dalej Północno-Zachodnie Wyspy Hawajskie, w których nigdy nie widziało się Słońca w zenicie, były „krainami ciemności” (pō), a zarazem ‘āina akua, krainami przodków, gdzie ich dusze podróżują po śmierci.
Hawajska nazwa Mokumanamana tłumaczy się jako „rozgałęziona” lub „zwieńczona szczytami wyspa”, co odpowiada jej ukształtowaniu. W nazwie powtarza się człon mana, oznaczający duchową moc, co odnosi się do wyjątkowego duchowego znaczenia tej wyspy. Badacze kultury hawajskiej powiązali także Necker Island z nazwą Hā‘ena, oznaczającą dosłownie „czerwony żar”, co odnosi się do intensywności i co można interpretować jako specyficzne kapu (tabu) związane z dostojnością bądź świętością tego miejsca.

## Historia

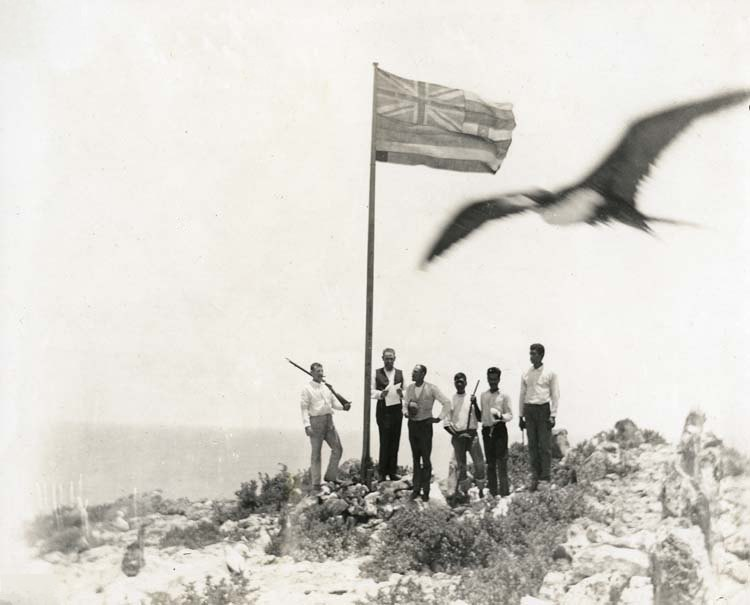
Zdjęcie z 27 maja 1894 roku ukazujące aneksję wyspy

4 listopada 1786 roku do wyspy dopłynęła wyprawa Jean-François de La Pérouse’a. Obserwując jej strome klify, brak drzew i wzburzone morze żeglarze zrezygnowali z lądowania, ale nanieśli wyspę na mapy i nazwali nazwiskiem Jacques’a Neckera, ministra finansów króla Ludwika XVI. W tym czasie wyspa najprawdopodobniej nie była już odwiedzana przez Hawajczyków. 27 maja 1894 roku kapitan J.A. King anektował wyspę w imieniu rządu tymczasowego Republiki Hawajów. W latach 1923 i 1924 odwiedziła ją ekspedycja USS Tanager, prowadząca badania biologiczne i etnologiczne. W 1997 roku rdzenni Hawajczycy ponownie pogrzebali na wyspie kości przodków, które wykopano w latach 20. XX wieku.
Obecnie odwiedziny na wyspie są dozwolone tylko w celach naukowych, edukacyjnych i kulturowych. Zezwolenia wydaje United States Fish and Wildlife Service.

## Przyroda
Rafy wokół Necker Island są miejscem życia 125 gatunków ryb, a także 18 gatunków koralowców, przy czym intensywne falowanie i prądy morskie ogranicza ich wzrost. Znajdują się tu optymalne siedliska dla skorupiaków z gatunków Panulirus marginatus i Scyllarides squammosus. Żyją tu także żarłacz rafowy i mantowate; w Shark Bay występuje wielka różnorodność strzykw, jeżowców i skorupiaków. Na skalistych brzegach spotykane są mniszki hawajskie.
Mały rozmiar wyspy sprawia, że rośnie tu tylko pięć gatunków roślin: Chenopodium oahuense, Panicum torridum, Portulaca lutea, Sesuvium portulacastrum i kilka osobników gatunku Sesbania tomentosa; w czerwcu 1923 roku ludzie posadzili tu sześć innych gatunków roślin, które jednak nie przetrwały. Żyją tu także trzy gatunki roztoczy, dwa gatunki pająków i 70 gatunków owadów, z których 11 to endemity. Rozmnaża się tu 16 gatunków ptaków morskich, w tym rybołówka atolowa.